# Scytalopus argentifrons
Scytalopus argentifrons là một loài chim trong họ Rhinocryptidae.